# 大和地所
株式会社大和地所（だいわじしょ）は、横浜市中区山下町に本社を置くディベロッパーである。同業者の大和ハウス工業とは資本関係は一切ないが、同じ横浜市に本社を持ち、2008年に経営破綻したダイア建設をグループ会社にしていたことがある。

## 沿革
- 1993年 - 設立。
- 1999年 - 第一山下町ビルを本社建物として取得。2001年、「大和地所ビル」と改め、横浜市経済局から「IT情報化ビル」の認定を受ける。
- 2009年 - 前年に経営破綻したダイア建設を子会社化。
- 2014年 - 名古屋の分譲事業をダイア建設名古屋に、新潟の分譲事業をダイア建設新潟に会社分割した後、ダイア建設を合併。

## 事業
- マンション・テナントビル事業：大和地所レジデンス、ダイア建設名古屋、ダイア建設新潟
- マンション・ビルメンテナンス事業：大和地所コミュニティライフ
- ホテル：Moksa リバースホテル（京都府京都市左京区）
- ゴルフ場：ベルセルバカントリークラブ・さくらコース（栃木県さくら市）、同市原コース（千葉県市原市）、ゴールデンパームカントリークラブ（鹿児島県鹿児島市）
- 観光用ヘリコプター会社：エクセル航空
- その他：大和地所記念財団

## 文化・スポーツ事業協賛
- 2023年12月に、大阪城ホールにて開催、読売テレビ放送・日本プロ野球選手会主催で行われた「超プロ野球 ULTRA」（テレビ放映・2024年1月）[4]に特別協賛、テレビCM放映や出場者に対する優勝賞品の寄贈を行い、翌年以降も継続中。